# 片山襄一
片山 襄一（かたやま じょういち、1937年1月15日 - ）は、日本の機械工学者。大阪工業大学工学部機械工学科元教授。工学博士（東京大学）。
専門は、自動車工学（特に、溶接工学・金属工学・接合工学）。

## 略歴
東京大学大学院工学系研究科にて工学博士。1963年大阪工業大学工学部機械工学科に着任、機械工学教室を担当。機械工学研究室の佐藤次彦・阿部博司らと共に自動車工学におけるボディ薄板構造物の溶接/接合技術・解析に関する研究に従事。助教授などを経て、1991年同学部機械工学科教授。1994年大阪工業大学退官。
大阪工業大学工学部機械工学科にて30年以上の長期に渡り教鞭を執り、特に初期の機械工学における自動車産業との共同研究の育成に貢献した。
主な所属学会は、自動車技術会、溶接学会など。

## 主な研究
- 点溶接と電極運動(第1報) : 空気機械系としての電極の運動について[4]
- 被覆鋼板の連続打点時の電極先端部の挙動
- 異種金属の点圧接法(I): 圧接機構
- 多点溶接部の強度について : 基礎的因子についての考慮[5] - 日産自動車との共同研究
- スポット溶接継手強さの温度依存性について ：自動車構造の軽量化関連 - 日野自動車との共同研究
- 磁気駆動アーク溶接におけるアークの回転挙動についての実験的研究